# Everlasting (album Natalie Cole)
Everlasting è un album della cantante statunitense Natalie Cole, pubblicato dall'etichetta discografica Manhattan e distribuito dalla EMI nel 1987.
L'album è disponibile su long playing, musicassetta e compact disc. I brani sono firmati da numerosi autori, tra i quali la stessa interprete (More than This). Presenti un paio di cover: When I Fall in Love (canzone interpretata tra gli altri da Nat King Cole, padre dell'artista, circa 30 anni prima) e Pink Cadillac (scritta e già incisa da Bruce Springsteen) e "More than the Stars" con la presenza di José Feliciano in voce e chitarra
Dal disco vengono tratti in totale cinque singoli, tre dei quali l'anno seguente.

## Tracce

### Lato A
1. Everlasting
2. Jump Start
3. The Urge to Merge
4. Split Decision
5. When I Fall in Love

### Lato B
1. Pink Cadillac
2. I Live for Your Love
3. In My Reality
4. I'm the One
5. More than the Stars - duetto con José Feliciano
6. What I Must Do (disponibile solo nelle versioni MC e CD)